# Élections municipales tongiennes de 2023
Les élections municipales tongiennes de 2023 ont lieu le 25 mai 2023 afin de renouveler les conseillers municipalités des Tonga.